# Pescasseroli
Pescasseroli is een gemeente in de Italiaanse provincie L'Aquila (regio Abruzzen) en telt 2208 inwoners (31-12-2004). De oppervlakte bedraagt 92,6 km², de bevolkingsdichtheid is 23 inwoners per km².

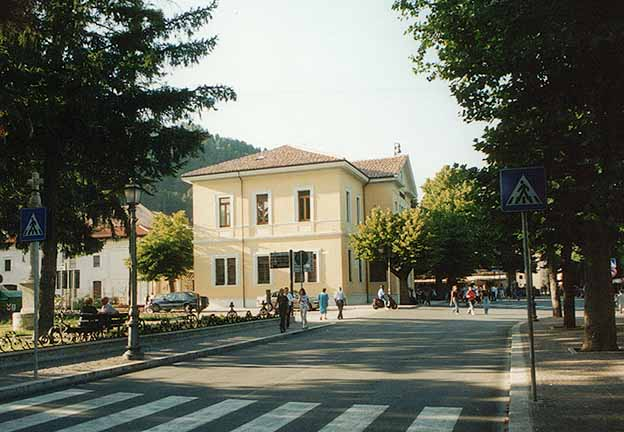
Centrum van Pescasseroli
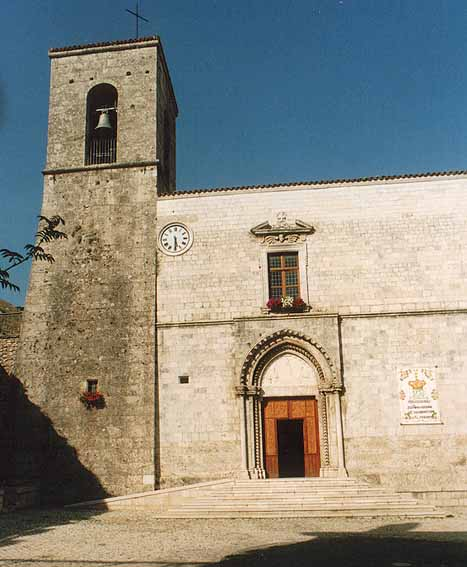
Kerk van Pescasseroli
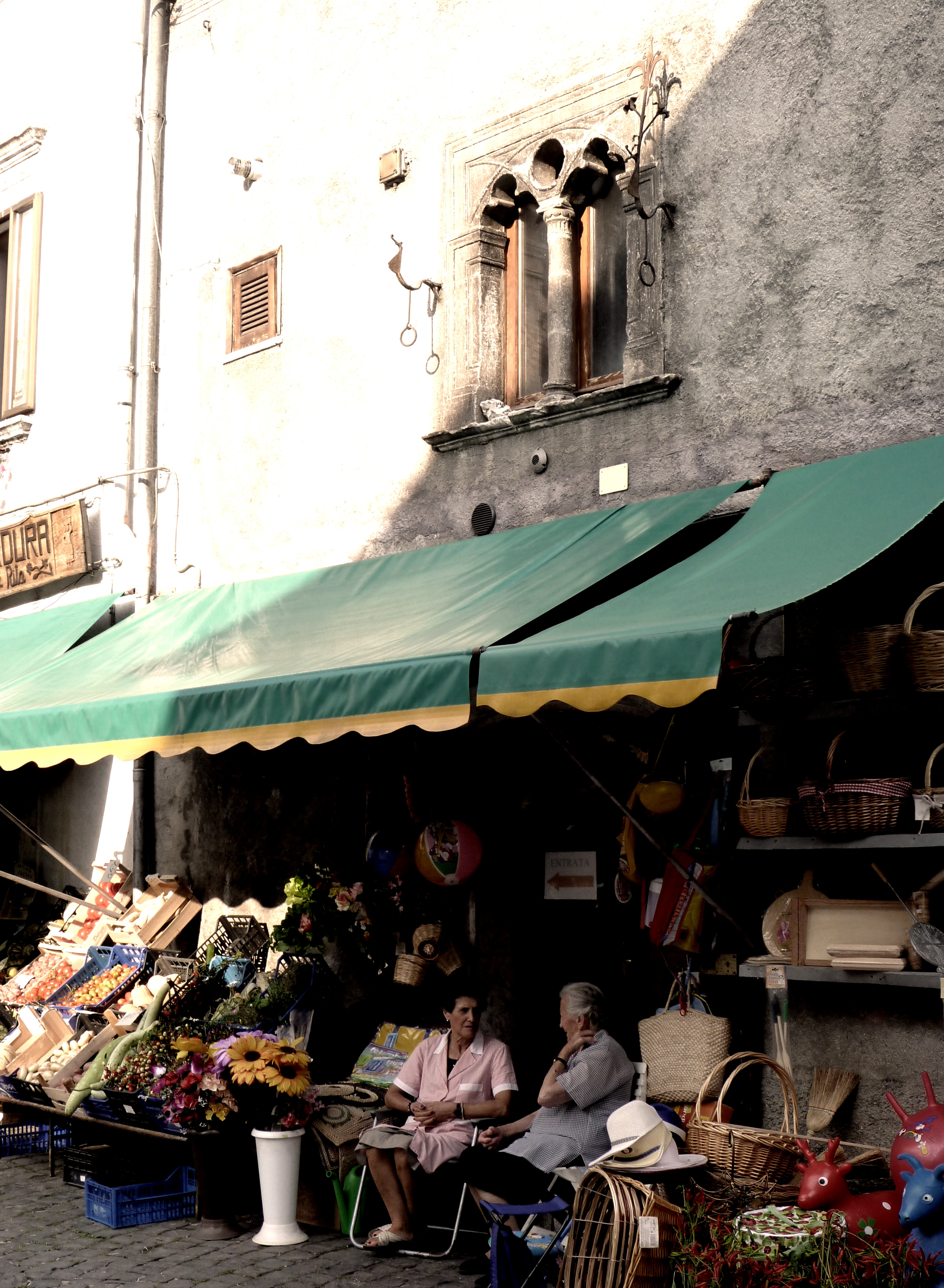
Winkel met plaatselijke producten
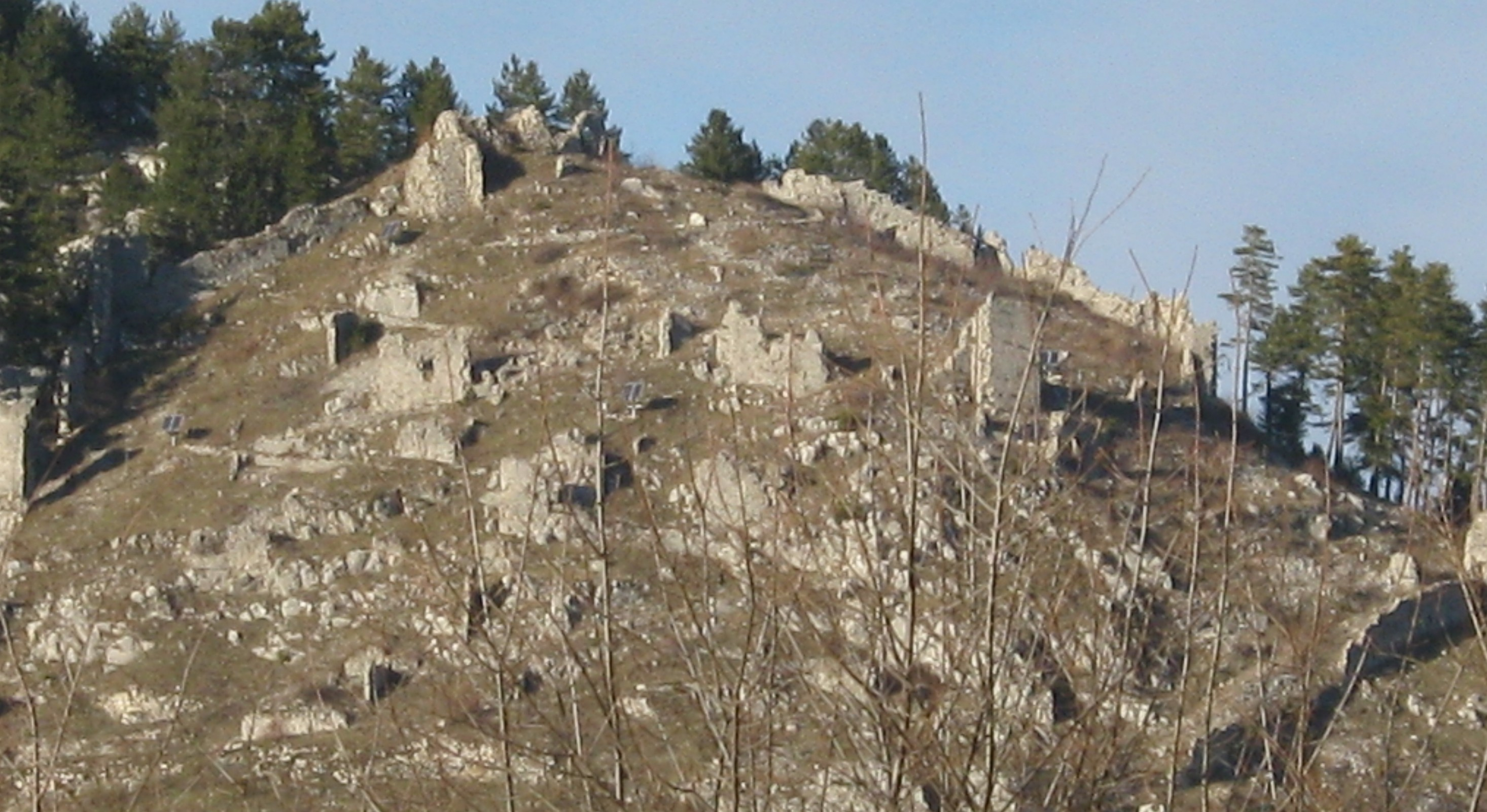
Ruïne van Kasteel Mancino

## Demografie
Pescasseroli telt ongeveer 886 huishoudens. Het aantal inwoners daalde in de periode 1991-2001 met 3,5% volgens cijfers uit de tienjaarlijkse volkstellingen van ISTAT.
| Jaar | Inwoneraantal |
| ---- | ------------- |
| 1991 | 2207          |
| 2001 | 2130          |

## Geografie
De gemeente ligt op ongeveer 1167 m boven zeeniveau.
Pescasseroli grenst aan de volgende gemeenten: Alvito (FR), Bisegna, Campoli Appennino (FR), Gioia dei Marsi, Lecce nei Marsi, Opi, San Donato Val di Comino (FR), Scanno, Villavallelonga.

## Geboren
- Benedetto Croce (1866-1952), filosoof, historicus, literatuurcriticus en politicus